# 救命

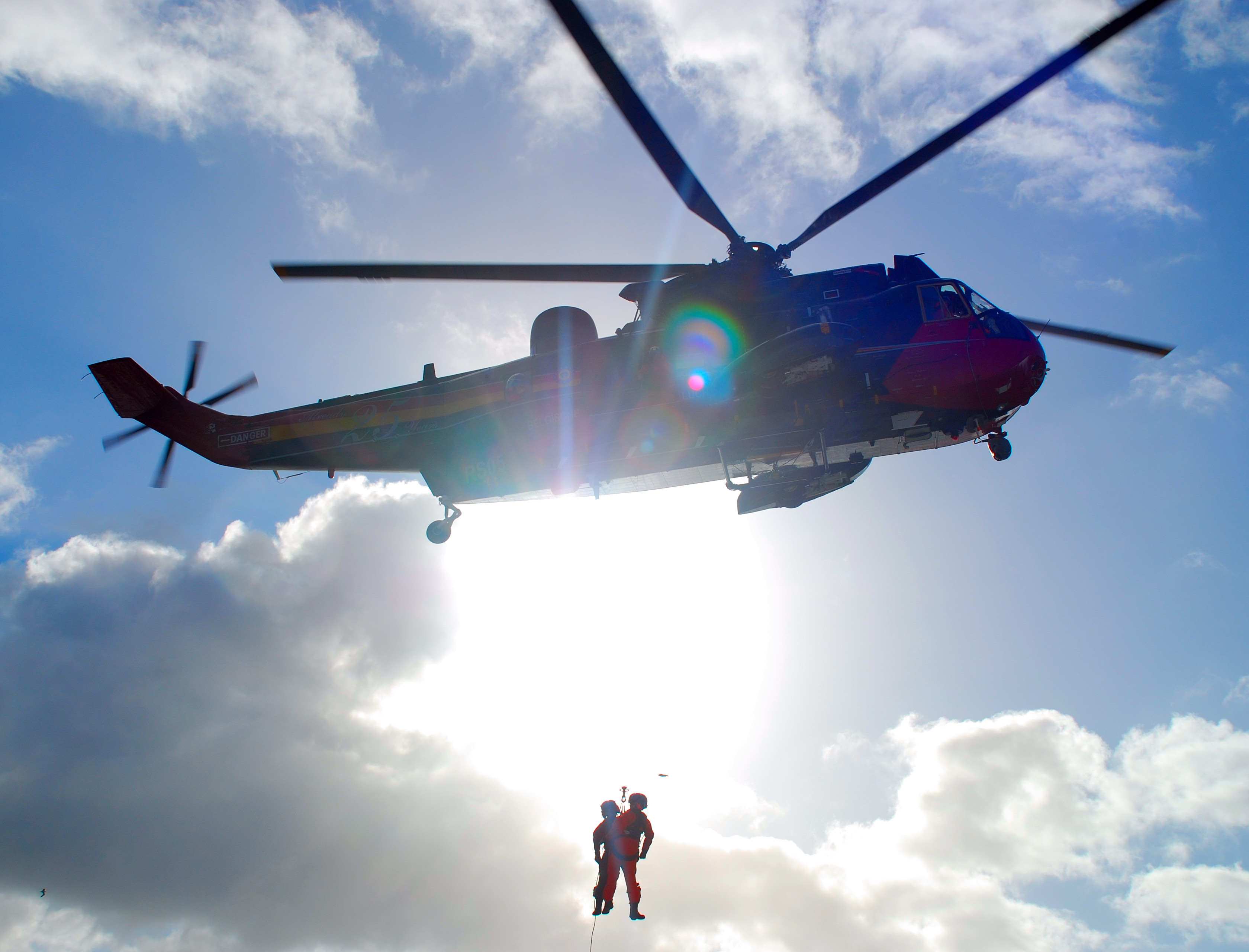
ヘリコプター救命

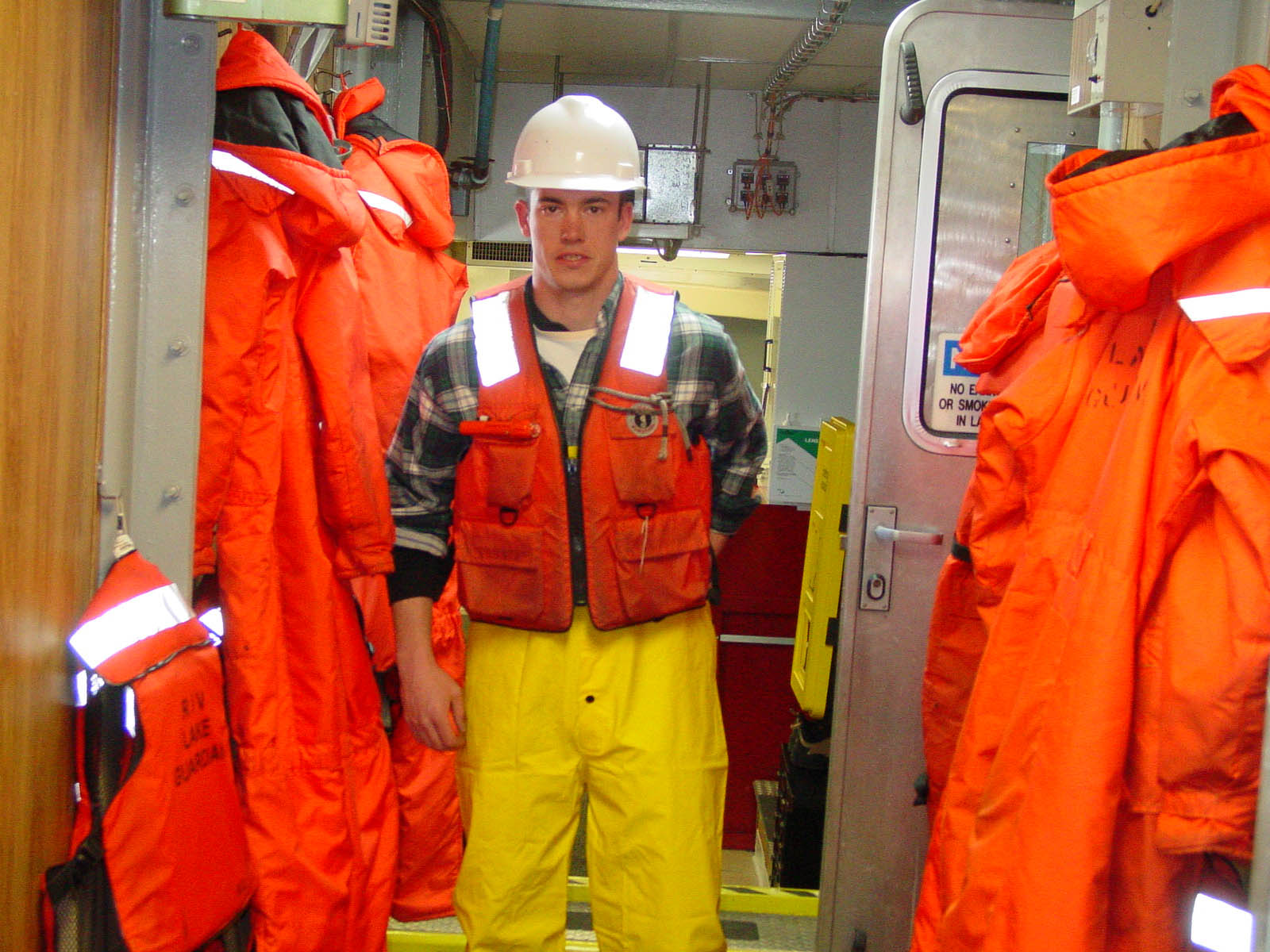
救命胴衣

救命（きゅうめい、英語：rescue）は、危機的な状況下におかれている者の命を救う事を指す。
救命のためには、自分自身の命を守ることが、まず重要であるため。危険な場所などへの作業指示などにおいて、作業責任者は救命器具の準備が義務付けられる。そのための器具を救命器具と呼び、救命胴衣や救命箱などと呼ばれる。

## 救命行動
例えば、自動車事故などを起こした場合、ドライバーはまず、迅速に被害者の状態を確かめてから119番通報を行い、その後110番通報を行わなければならない。その後、救急隊が到着するまで応急手当を行わなければならない（道路交通法第72条1項前段）。
海難事故の場合も同じで、事故を起こした船舶の責任者及び当直責任者は、まず迅速に被害に遭った船舶の方の状態を確かめてから救命行動を行い、その後に118番通報または無線で海上保安庁に連絡しなければならない。その後、海上保安庁が到着するまで捜索活動を自主的に行わなければならない。
他には、登山隊が事故に遭遇した場合、リーダーはまず避難場所を確保し、負傷した人を避難場所に誘導してから応急手当を行わなければならない。
救助（きゅうじょ）とは、救命を行うための基本的な行動のことであり、例えば、自殺しそうな人を説得したり、安全な場所へ誘導するなどの行動のことである。また、救助にはひき逃げ事故などの被害者を、安全な場所に移動させるなどの行動も含まれる。
事故や災害に巻き込まれた車からの人命救出なども行われ、それらを想定した訓練が行われている。